# Cyathea spinulosa
Cyathea spinulosa là một loài thực vật có mạch trong họ Cyatheaceae. Loài này được Wall. ex Hook. mô tả khoa học đầu tiên năm 1844.